# Diana (Lied)
Diana ist ein 1957 vom 15-jährigen Paul Anka komponierter und veröffentlichter Popsong, der sich weltweit zum Millionenseller entwickelte. Mit diesem Stück begann Ankas Karriere.

## Entstehungsgeschichte
Es wird erzählt, dass sich Paul Anka als 15-jähriger Schüler in ein 18-jähriges Mädchen namens Diana Ayoub verliebte, das als Babysitter für seine jüngeren Geschwister in seiner Familie tätig war. Da sie für ihn nichts empfand, soll er versucht haben, mit Hilfe eines selbstkomponierten Songs mit dem Titel Diana zu imponieren. Es entstand ein schlichtes Liebeslied mit dem Eingeständnis über die Liebe zu einem älteren Mädchen (I’m so young / and you’re so old). 2005 gab Anka in einem Interview zu, dass das Lied durch ein Mädchen in seiner Kirche inspiriert war, das er kaum kannte.

Paul Anka - Diana

Auf der Suche nach einer Plattenfirma kam Anka in Verbindung mit kanadischen Landsleuten, den Les Clover Boys, die einigen Erfolg in der frankokanadischen Provinz Quebec mit französischen Versionen aktueller US-amerikanischer Hits vorzuweisen hatten. Sie vermittelten ihm in New York City einen Kontakt zum Produzenten und Orchesterleiter Don Costa, der für ABC-Paramount Records tätig war. Im Mai 1957 erhielt Anka beim Produzenten die Gelegenheit, vier seiner Kompositionen vorzuspielen, darunter auch Diana. Dieser war überrascht von der marktreifen Komposition eines erst fast 15-jährigen Jugendlichen. Eine Woche später wurde Ankas Vater eingeflogen, damit dieser für seinen minderjährigen Sohn den Plattenvertrag unterschreiben konnte. Um Ankas stimmliche Fähigkeiten zu verbessern, ließ ihn Costa noch einige Gesangsstunden absolvieren. Anka schrieb das Lied in sehr kurzer Zeit, doch in der zur Verfügung stehenden Zeit hatte er für einige Noten keinen Text, so dass er diese Passagen mit „uh-oh“ am Ende der Bridge ausfüllte. Don Costa produzierte noch am 20. Mai 1957 zusammen mit seinem Orchester und Paul Anka die Single im Columbia Recording Studio, deren Melodie auf einem Calypso basiert.

## Veröffentlichung und Erfolg
Diana / Don’t Gamble With Love (ABC-Paramount #9831) wurde im Juni 1957 veröffentlicht und kam am 15. Juli 1957 in die US-Pop-Hitparade. Am 7. August 1957 präsentierte Anka den Song in der US-weit übertragenen TV-Popmusik-Show American Bandstand, die mit dazu beitrug, dass der Titel am 9. September 1957 für eine Woche den ersten Rang in den US-Pop-Charts erreichte. In Großbritannien war der Erfolg noch größer. Ab 30. August 1957 belegte Diana dort für neun Wochen die Spitzenposition. Dieser Rekord an der Spitzenposition der britischen Charts blieb bis Oktober 1975 erhalten, als Queen die Single Bohemian Rhapsody veröffentlichte und ebenfalls neun Wochen den ersten Rang belegte. Am 7. Dezember startete Anka seine Europa-Tournee.

Conny Froboess - Diana

Auf Anhieb wurden insgesamt neun Millionen Exemplare verkauft, darunter alleine 1,24 Millionen in Großbritannien, über zehn Millionen Exemplare bis zum Jahre 1961. Anka avancierte zum ersten Teenager mit einem Millionenseller. Damit gehört der Titel zu den zehn meistverkauften Singles aller Zeiten. Anka erhielt für Diana einen BMI-Award.

## Coverversionen
Es gibt insgesamt mindestens 95 Coverversionen von Diana. Die Les Clover Boys griffen Diana als erste auf und brachten es bei Quality Records #205 in Kanada Anfang 1958 mit französischem Text von Guy Belanger heraus. Es folgten insbesondere Frankie Avalon (Februar 1958) und Frankie Lymon & The Teenagers (Juli 1958). Diana wurde in 16 Ländern über 300 Mal alleine zwischen 1957 und 1963 aufgenommen, darunter auch die sehr schnell verfasste deutsche Version von Conny Froboess, die bereits im Januar 1958 in die deutsche Hitparade gelangte und dort bis auf Rang zwei vordringen konnte (Electrola #20216). Der deutsche Text stammte vom Electrola-Produzenten Nils Nobach (unter seinem häufig verwendeten Pseudonym Peter Ström) mit dem Südfunk-Orchester unter Leitung von Erwin Lehn. Peter Kraus brachte seine deutsche Version im März 1958 heraus (Polydor Records #23645), verfehlte jedoch hiermit die Hitparade.